# Asychis pigmentata
Asychis pigmentata är en ringmaskart som beskrevs av Imajima och Tokuichi Shiraki 1982. Asychis pigmentata ingår i släktet Asychis och familjen Maldanidae. Inga underarter finns listade i Catalogue of Life.